# 斯切爾采-克拉延斯凱

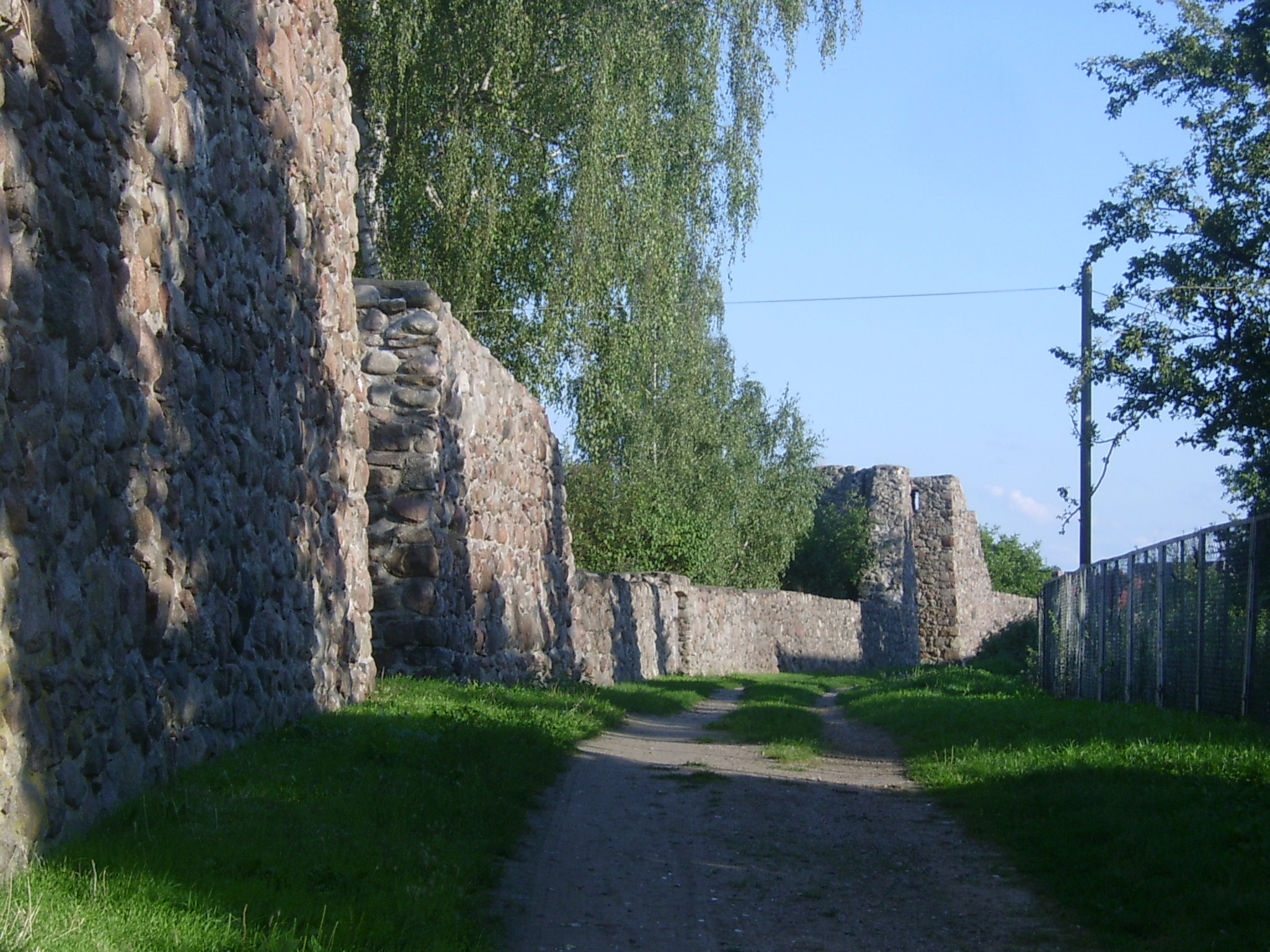

斯切爾采-克拉延斯凱是波蘭的城鎮，位於該國西部，距離大波蘭地區戈茹夫約26公里，由盧布斯卡省負責管轄，面積4.94平方公里，2006年人口10,143。

## 外部連結
- Official town website （页面存档备份，存于）
- Jewish Community in Strzelce Krajeńskie （页面存档备份，存于） on Virtual Shtetl
- Map, via mapa.szukacz.pl （页面存档备份，存于）

52°52′N 15°32′E / 52.867°N 15.533°E